# ウラルアカネズミ
ウラルアカネズミ（英: Ural field mouse、学名: Apodemus uralensis）は、ネズミ科の齧歯類である。英語ではpygmy field mouseとしても知られる。
アルメニア、オーストリア、アゼルバイジャン、ベラルーシ、ブルガリア、中華人民共和国、クロアチア、チェコ共和国、エストニア、ジョージア、ハンガリー、カザフスタン、ラトビア、リヒテンシュタイン、リトアニア、モンゴル、モンテネグロ、ポーランド、ルーマニア、ロシア連邦、セルビア、スロバキア、トルコ及びウクライナで見られる。